# Мемориал «Титаника» (Белфаст)
Мемориал «Титаника» в Белфасте был воздвигнут в память о погибших в результате крушения Титаника в ночь с 14 на 15 апреля 1912 года. Строительство финансировалось за счёт пожертвований от жителей Белфаста, работников верфи и семей погибших. Открытие мемориала состоялось в июне 1920 года. 

## Создание
Через несколько дней после катастрофы «Титаника» были выдвинуты предложения об увековечивании памяти уроженцев Ирландии, погибших в море. Белфастский городской совет 1 мая 1912 года принял решение о создании мемориала.
К концу мая 1912 года было собрано £1 035. Создание мемориала было поручено скульптору Томасу Броку, ранее создавшему мемориал королевы Виктории. Кандидатура Брока была окончательно утверждена 2 января 1913 года.
Первая мировая война задержала работы по созданию и установке памятника на несколько лет. 26 июня 1920 года состоялась торжественная церемония открытия.

## Описание
Мемориал имеет высоту в 6,7 метров, из которых 3,7 метров приходится на постамент. Фигуры высечены из каррарского мрамора. В центре композиции располагается женская версия Танатоса, олицетворяющего смерть. В руке у статуи чёрный лавровый венок, который она держит над головами трёх фигур. Эти фигуры изображают двух русалок, вытаскивающих из морских волн мёртвого моряка.
У подножия постамента, по передней и задней сторон, устроено два небольших бронзовых фонтана в виде горгулий. В центре постамента высечена надпись о храбрости и мужественности погибших. На остальных сторонах постамента высечены имена двадцати двух белфастцев, погибших в катастрофе. Имена перечислены не в алфавитном порядке, а в соответствии с их должностью:
- - Сотрудники верфи «Harland and Wolff»
- Томас Эндрюс — исполнительный директор
- Уильям Парр — заместитель главы электрического департамента
- Родерик Чисхолм — главный чертёжник
- Энтони Вуд Фрост — бригадир-монтажник
- Роберт Найт — ведущий монтажник
- Уильяи Кэмпбелл — подмастерье столяра
- Эннис Уотсон — ученик электромонтёра
- Фрэнсис Паркес — ученик сантехника
- Альфред Саннингхем — ученик слесаря

- - Члены экипажа:
- Герберт Харви — младший помощник инженера
- Альберт Эрвайн — помощник электрика
- Джон Симпсон — помощник судового врача
- Уильям Макреинолдс — младший шестой инженер
- Генри Криз — палубный инженер
- Томас Миллар — помощник палубного инженера
- Хью Фицпатрик — помощник котельщика
- Джозеф Битти — смазчик
- Мэтью Леонард — стюард
- Арчибальд Скотт — пожарный
- Хью Калдервуд — триммер
- Ричард Терли — пожарный
- Уильям Маккуллан — пожарный

Считалось, что погибших из Северной Ирландии было только двадцать два человека. Последующие исследования показали, что их было двадцать восемь: четыре были членами экипажа, один пассажир второго класса и один пассажир третьего класса. Их имена не были указаны на мемориале.